# Хозарський каганат

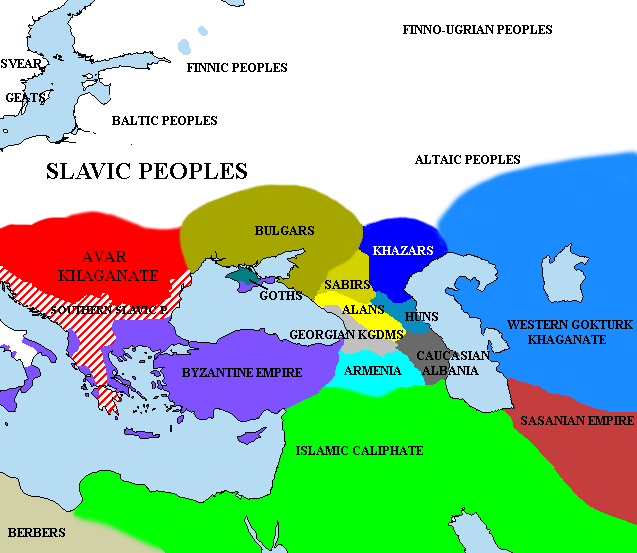
Понтійський степ, 650 року, хозари та їх сусіди.

Хоза́рський кагана́т, Хозарія (650–969) — середньовічна держава, створена кочовим тюркським народом хозар. Утворилась внаслідок розпаду Західного Тюркського каганату. Контролювала територію Північного Кавказу, Нижнього і Середнього Надволжя, сучасного північно-західного Казахстану, Приазов'я, північну частину Криму, а також степи і лісостепи Східної Європи до Дніпра.
Центр держави спочатку розташовувався в північній частині сучасного Дагестану, пізніше перемістився в пониззя Волги. Частина правлячої еліти прийняла юдаїзм. У політичній залежності від хозар якийсь час перебувала частина східнослов'янських племінних союзів.

## Історія

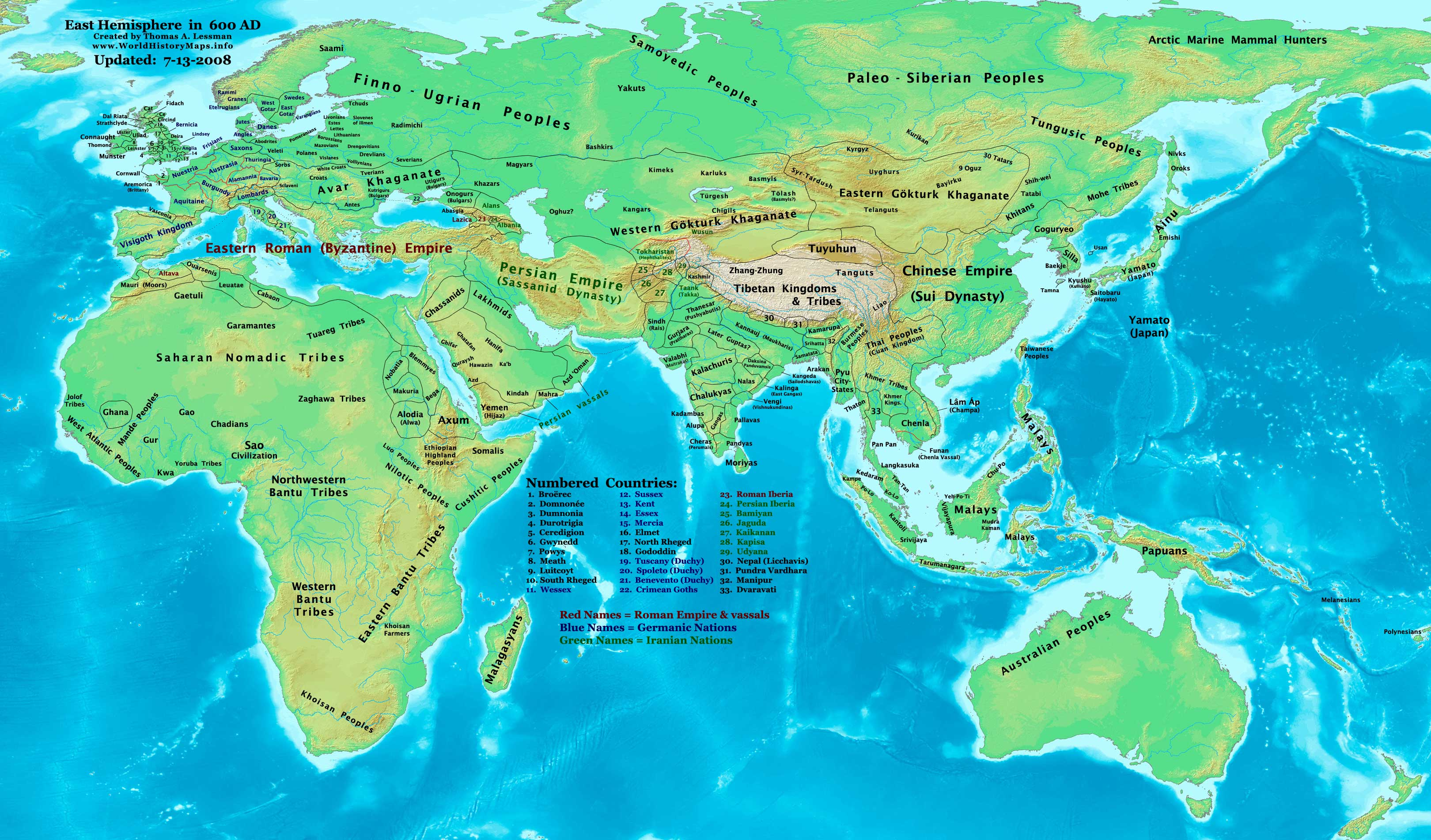
Тюркський каганат при найбільшому розширенні до 600 р. н. е..:
Західний тюркський каганат: Світла область — пряме урядування, темна — сфера впливу.
Східно-тюркський каганат: Світла область — пряме урядування, темна — сфера впливу.

### Утворення (6-7 ст.)
Спочатку хозари були одним з численних кочових племен, що переселилися з Азії в ході Великого переселення народів. Вони розмовляли однією з ранніх тюркських мов і, як можна судити з непрямих даних, мабуть, належали до племен огузької групи, перші з яких з'явилися в Європі в 463 році. Перші повністю достовірні згадки про хозарів з'являються, як вважається, не раніше VI сторіччя. Як їх європейська батьківщина в джерелах фігурує область Берсилія, що розташована в рівнинній частині сучасного Дагестану.
У 1-й половині VI століття хозари були під впливом об'єднання савірів, у складі їхніх військ здійснювали успішні набіги на Закавказзя. Держава Сасанідів, що володіла тим регіоном, насилу стримувала цей натиск. При шахові Хосрої (531–579) перси побудували знамениті Дербентські укріплення, які перекрили вузький прохід між Каспійським морем і Кавказькими горами, але все-таки не стали панацеєю від нашестя кочівників. Традиція приписує Хосрою будівництво майбутніх міст хозар у Дагестані — Беленджера і Семендера.
У 562 році савірів розгромили й разом з частиною хозар переселили в Закавказзя. Уламок савірського союзу продовжував існувати в Дагестані.
Піднесення хозар пов'язано з історією Тюркського каганату, з владиками якого правителі хозарів, ймовірно, мали споріднені відносини. Алтайські тюрки, очолювані каганами, утворили в 551 році величезний Тюркський каганат, який незабаром розділився на дві частини. У другій половині VI століття сфера впливу Тюркського каганату досягла каспійсько-причорноморських степів.
600 року Перший тюркський каганат розділився на Західний і Східний тюркські каганати.
Хозари як значна військова сила вперше згадуються у зв'язку з Ірано-Візантійською війною 602—628 років, у якій правитель хозарів Джебукаган став головним провідником тюрксько-візантійського союзу, направленого проти сасанідської Персії. У 626 році військо хозар розграбувало Кавказьку Албанію і, з'єднавшись із візантійцями, узяло штурмом Тбілісі.
Починаючи з 630 року, численні міжусобні зіткнення привели до розвалу Західного тюркського каганату. Результатом цього стала поява на його периферії в степах Східної Європи двох нових політичних утворень: у Північному Надчорномор'ї й Надозів'ї виникла Велика Болгарія, заснована ханом Кубратом в 632, а в Надкаспії — Хозарія.

### VII століття
Хозари спочатку себе ніяк не проявляли, тоді як Болгарське об'єднання стало могутньою політичною силою, але цей розквіт виявився короткочасним. Після смерті Кубрата 668 року, болгарська орда була розділена між його синами. Хозари скористалися цим і в результаті зіткнення у 660-х роках, частина болгар відкочовувала за Дунай, поклавши початок сучасній Болгарії, а частина, що залишилася, визнала владу хозар. Ймовірно, що саме після цієї події правитель Хозарії прийняв вищий у кочовій ієрархії титул кагана. До кінця VII століття хозари міцно контролювали велику частину Криму, Надозів'я й Передкавказзя. Незрозуміло, як далеко тягнувся їх контроль над степами на схід від Волги (історія цього регіону найменше висвітлена в письмових джерелах). Проте безперечно, що історичним наслідком гегемонії хозар стала зупинка безперервного потоку кочовиків, що виходили з Азії до Європи, що мало позитивні наслідки для східнослов'янських племен і країн Центральної Європи.
У цей період увага Хозарії була обернена на Східне Закавказзя, чиї землеробські держави обіцяли кочівникам багаті джерела здобичі. Вторгнення туди здійснювалися двома шляхами: через Дербент — до Албанії, Вірменії і далі до Північного Ірану або рідше через Дар'яльську ущелину, розташовану на землі аланів, що веде в Грузію. Вплив хозар у регіоні був таким значним, так що у ряді східних мов Каспійське море отримало назву Хозарське море.
Проте експансія хозар натрапила тут на зустрічний натиск, коли на місці Держави Сасанідів виник Арабський халіфат. Підкоривши Сирію і Месопотамію, араби рушили на Закавказзя. У 653 році війська Халіфату окуповували Вірменію, Грузію і Албанію, після чого вийшли за Дербент і атакували володіння хозар Беленджер. Зіткнення закінчилося розгромом арабського війська і загибеллю його голови Салмана ібн Рабі.
У подальші десятиліття Халіфат тимчасово втратив контроль над регіоном через внутрішні негаразди. Хозари в цей час брали данину з Албанії і зробили ряд набігів, з яких найбільший відбувся в 685 році. У битві з ними загинули правителі Вірменії, Грузії та Албанії.

### VIII століття

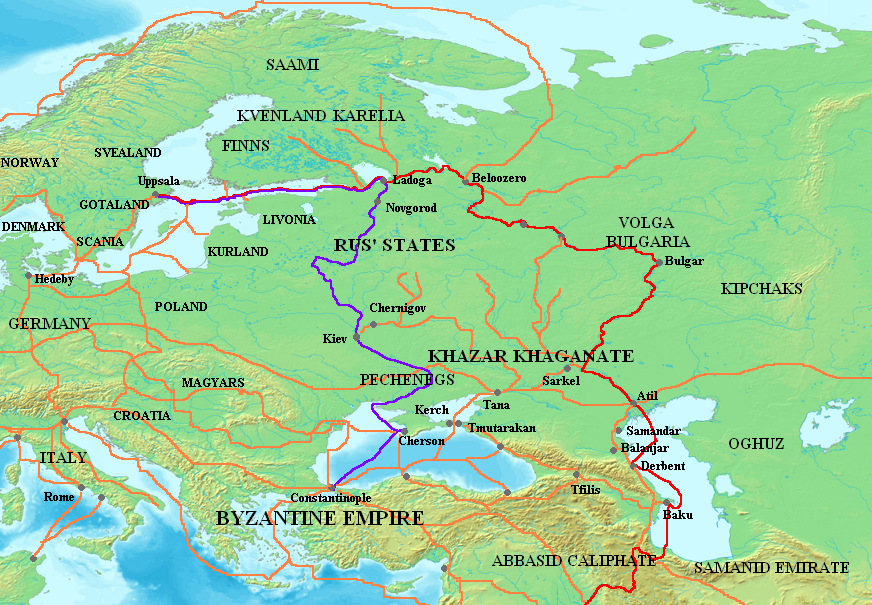
Хоза́рський кагана́т і головні торговельні шляхи 8-11 ст.

Зі встановленням династії Омеядів арабські завоювання поновилися одночасно в декількох напрямах: проти вестготів на заході, тюрків на сході і візантійців і хозар на півночі. Цього разу араби закріпилися в Закавказзі серйозно, і на початку VIII століття починається безперервна низка арабо-хозарських війн, успіх в яких супроводив поперемінно як тій, так і іншій стороні. Часом супротивники здійснювали глибокі рейди на ворожу територію. Хозарія діяла в союзі з Візантією, яка оборонялася від Халіфату в Малій Азії. Коли в 717–718 роках араби обложили Константинополь, хозари вторглися до Азербайджану, відтягнувши на себе частину сил. У 730 році відбувся наймасштабніший набіг хозар. Нападу піддалося іранське місто Ардебіль. 25-тисячне арабське військо було розбите, загинув один з високопоставлених полководців Халіфату — Джеррах. Окремі загони хозарів дійшли до околиць Мосула.
Проте ресурси протиборчих сторін були нерівними. У 737 році арабський полководець Мерван ібн Мухаммед на чолі 150-тисячної армії раптово вторгся в Хозарію одночасно через Дербент і Дар'ял. Війська взяли штурмом столицю хозарів Семендер, після чого стали переслідувати кагана, який відступав углиб своїх володінь. У гонитві за ним араби зайшли на північ далі, ніж коли-небудь, аж до «Слов'янської річки» — очевидно, Дону або Волги. У результаті армія хозар була розбита, і каган був вимушений просити миру. В обмін на збереження трону він пообіцяв прийняти іслам, але ця процедура, мабуть, була номінальною.
Араби не стали закріплюватися на Північному Кавказі, і після їх відходу Хозарія залишилася незалежною державою. Незабаром в Халіфаті знов виникла смута, в результаті якої до влади прийшла династія Аббасидів, що відмовилася від подальшої експансії на північ. Таким чином, Хозарський каганат зіграв роль бар'єру, який, по-перше, фізично зупинив арабське просування до Східної Європи, а по-друге, допоміг вистояти Візантії.
В другій половині VIII століття після двадцятип'ятирічної перерви хозари зробили ще два набіги на Закавказзя, в 762–764 і 799 роках. У 780-их рр. вони надали допомогу абхазькому правителю Леону II, який проголосив незалежність від Візантії. Після чого їх втручання в справи регіону припинилося.
Геополітичним наслідком арабського натиску стало переміщення населення Хозарії від небезпечного кавказького прикордоння у внутрішні райони — на Дін, де розселилися аланські племена, і Поволжя. У низов'ях Волги виникла нова столиця хозарів — Ітиль, що незабаром перетворилася на крупний торговий центр. Дагестан із старою столицею Семендером з центральної області перетворився на південну околицю Хозарії. Ймовірно, в руслі цих же процесів відбулася поява болгар і савір в середньому Поволжі й Прикам'ї, де в середині VIII сторіччя виникла Волзька Болгарія. З переорієнтацією уваги на північ нерідко зв'язують встановлення влади хозар над слов'янами, хоча про точну дату цієї події вістей немає.
Сусідство з візантійськими володіннями на Кримському півострові приводило до участі хозар в політиці. 705 року до кагана Ібузіру Главану звернувся за допомогою повалений імператор Юстиніан II, що знаходився в засланні в Херсонесі. Каган дав йому в дружини свою дочку і пообіцяв допомогу. Проте потім під впливом діючого імператора, змінив своє рішення і наказав убити Юстиніана. Той, довідавшись про змову, втік і повернувся до влади за допомогою дунайських болгар. Побоюючись його гніву, жителі Херсонеса добровільно перейшли під заступництво хозар, і в місті при збереженні самоврядування з'явився намісник хозар. Юстиніан спробував зруйнувати місто, але був зупинений хозарами. У результаті він був знов повалений (711), а імператором за підтримки хозар став херсонський засланий Вардан Філліпік.
Союзні відносини між двома державами скріпили в 732 року шлюбом між спадкоємцем візантійського престолу (майбутнім Костянтином V) і дочкою кагана Вірхора принцесою Чичак, названою при хрещенні Іриною. У 787 році хозари придушили повстання в Готії (область Гірського Криму), посадивши головою — місцевого єпископа Іоанна у в'язницю. Контроль хозар над Східним Кримом зберігався приблизно до середини ІX століття, а над Таманню — аж до падіння каганату.
На контрольованій Хозарським каганатом території, зокрема на батьківщині хозар в Дагестані, проживала відносно велика кількість єврейських громад. Приблизно у 740 року князь хозарів — Булан перейшов в юдаїзм, можливо це відбулось внаслідок діяльності Ісаака ха-Сангарі. Мабуть, це зміцнило його позиції, тоді як положення панівної династії стало погіршуватися внаслідок скорочення військової здобичі і неможливості продовжувати традиційну завойовну політику. На початку IX століття нащадок Булана Обадія зайняв другу після кагана посаду в державі і зосередив у своїх руках реальну владу. Відтоді в Хозарії встановилася система подвійного правління, при якій номінально країну продовжували очолювати кагани із старого роду, але реальне управління здійснювалося від їхнього імені бекамі з роду Буланідів. Можливо, що встановлення нового порядку супроводжувалося міжусобними зіткненнями. Частина хозар, відомих під ім'ям каварів, повстала проти панівної династії і після придушення заколоту перейшла до угорців. Син Обадії, Єзекія, і онук, Манассія, правили достатньо мало, щоб встигнути передати трон братові Обадії, Хануці, за лінією якого він зберігся до падіння каганату.
З цієї миті політика Хозарії переорієнтувалася із завойовних походів на розвиток міжнародної транзитної торгівлі. Проте зовнішньополітична ситуація для каганату складалася несприятливо. У IX столітті почалася нова хвиля Великого переселення народів, і нові азійські кочівники стали переходити Волгу. Першими виштовхнули угорці. У 830-ті рр. вони зайняли Причорномор'я. Невідомо якою мірою добровільною або вимушеною була в цьому процесі позиція хозар, проте угорці визнавали їх сюзеренітет. Угорський вождь Леведій був затверджений хозарським каганом і одружився зі шляхетною хозаркою. Після цього угорці брали участь у війнах хозар. У 889 році угорці вимушені були піти в Паннонію під ударами печенігів, яких у свою чергу тіснили огузи, а тих — половці. В результаті хозари вперше втратили контроль над причорноморськими степами, опинився в скруті зв'язок з кримськими володіннями. Відомо, що хозари робили походи на печенегів.

### Відносини з Київською Руссю та занепад Каганату
Новий супротивник з'явився у хозар з формуванням Київської Русі. Титул кагана пізніше носили київські князі, а його існування в IX столітті зазвичай розцінюється як претензія на рівність з хозарами. Як би там не було, варяги, що проникли до Східної Європи, почали успішно оспорювати гегемонію хозар над слов'янськими племенами. Від хозар звільнилися поляни (864), сіверяни (884) і радимичі (885).
Відповідаючи на виниклі виклики, хозари за допомогою Візантії спорудили серію фортець на північно-східних кордонах. 834 року каган і бек звернулися до імператора Феофіла з проханням допомогти в будівництві фортеці Біла Вежа. Фортеця розташувалася на лівому березі Дону і стала головним оплотом хозар в регіоні. Окрім Білої Вежі, як свідчать археологічні дані, була створена мережа аналогічних замків по притоках Дону.
У кінці IX та 1-й половині X століття Хозарський каганат ослаб, але ще продовжував залишатися впливовою державою, завдяки навченій армії і майстерній дипломатії. Правителі проводили політику лавірування між трьома великими силами: Візантією (що втратила інтерес до союзних відносин), кочовиками і Руссю. Наприкінці IX століття у правління царя Веніаміна проти Хозарії виступила організована Візантією коаліція, що складалась з печенігів, чорних булгар, і декількох інших кочових племен. Хозари розбили її за підтримки аланів. При наступному царі, Аароні, Візантія зуміла зруйнувати хозаро-аланський союз, і тепер хозари здолали алан за допомогою одного з кочових вождів. Аланського царя полонили, але прийняли з шаною. Він віддав свою дочку за сина Аарона — Йосифа.
Походи русів до певного часу успішно перенаправлялася хозарами в Закавказзя. У 912/913 за частку здобичі хозари пропустили флот русів у Каспійське море, а коли поріділе військо повернулося, напали на нього і перебили. У 930-ті роки один з вождів Хельгу (можливо князь Олег або Ігор) через підбурювання Візантією напав на хозарську заставу Тмуторокань на Таманському півострові. Хозарське військо під командуванням юдея Песаха розбило русів і розграбувало візантійські володіння в Криму. Після цієї поразки руси повернули зброю на Візантію (941). А потім знову зробили рейд у Закавказзя (944). На відміну від минулого набігу, що супроводжувався простим грабунком, цього разу руси перешли до планомірного завоювання території, але закріпитися надовго не змогли.
Дивись також: Каспійські походи русів
Несприятлива ситуація складалася для Хозарії і на південній межі, де на місці Халіфату виникли незалежні ісламські емірати. До початку X століття весь Південний Прикаспій об'днався в складі держави Саманідів. Нова держава стала активним провідником ісламу. Під її впливом релігія пророка Мухаммеда починає розповсюджуватися серед гузів і карлуків у Середній Азії, а потім у Волзький Булгарії. Хозарія опинилася в ісламському оточенні, що було двічі небезпечним у зв'язку з наявністю сильної ісламської партії при дворі беків. У 901, 909, 916 роках хозари в союзі з місцевими дагестанськими з'єднаннями зробили декілька походів на Дербент. Відносини з мусульманським світом формально залишалися мирними до падіння каганату, а потім васал Саманідів Хорезм на деякий час підпорядкував собі Хозарію. Звільнитися від панування хозарів прагнула і Волзька Булгарія, яка швидко набирала силу. Її правителі перейшли в іслам, розраховуючи на допомогу єдиновірців. У 922 році цю країну відвідав посол багдадського халіфа Ібн Фадлан. В Гірському Дагестані посилилася держава Сарір. Його населення сповідувало християнство, а правитель в арабських джерелах іноді іменувався «каганом гір». Сарірці здійснювали набіги на Хозарію.
Напередодні своєї загибелі Хозарському каганату вдалося зав'язати відносини з Кордовським халіфатом. Міністр останнього Хасдай ібн Шапрут і хозарський цар Йосип обмінялися листами. З листа, що зберігся, Йосип (біля 961 року) видно, що він не вважав стан своєї країни катастрофічним і, як і раніше, розглядав себе як правителя обширної території від Хорезму до Дону.
Вирішальну роль у загибелі Хозарії зіграло Київське князівство. У 964 році князь Святослав звільнив останнє залежне слов'янське плем'я в'ятичів і в наступному 965 розбив військо хозарів з каганом на чолі і захопив Білу Вежу. Потім, у 965 або, за іншими даними, в 968–969 року русь, діючи в союзі з огузами, розгромили Ітиль і Семендер. Цей момент вважається кінцем незалежної Хозарської держави.
Якийсь час русь, мабуть, панували в пониззі Волги. Царський двір в цей час ховався десь на островах Каспійського моря. Після відходу русі, у 980-ті роках, хозарський правитель отримав допомогу з Хорезму (за іншими даними Ширвану) і повернувся в Ітиль. У обмін за підтримку велика частина хозарів перейшла в іслам, пізніше (після чергової допомоги) це зробив і сам цар. У 985 князь Володимир зробив новий похід на Хозарію і наклав на неї данину.

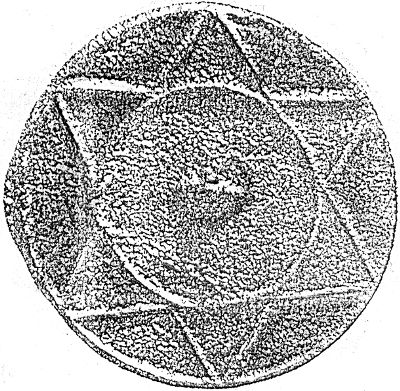
Символ юдаїзму на металевому диску IX століття з р. Дону, Ермітаж

Подальша історія Хозарії простежується невиразно і розвивається ізольовано в центрі і колишніх провінціях. Хозари Поволжя були остаточно зметені, мабуть, в середині XI ст. в ході нашестя нової кочової хвилі — торків і половців. На місці Ітиля в пониззі Волги в XII сторіч існувало місто Саксин, населене огузами. У Дагестані про скільки-небудь значну роль хозарів джерела не згадують. У 1064 році три тисячі хозарських сімей переселилися в Закавказзя. Хозари Дону (Саркелу) і Причорномор'я потрапили під владу руського Тмутороканського князівства. Загони хозарів входили у військо Мстислава Володимировича під час його битви з братом Ярославом у 1024 році. Останній раз у руському літописі хозари згадані під 1079 та 1083 роками у зв'язку з діями князя Олега Святославича, якого вони полонили і видали Візантії.

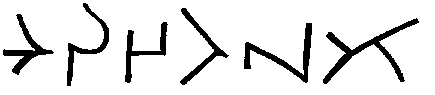
Рунічні написи в листі юдейської громади Києва, X століття

Частина хозар асимільована тюркськими племенами, що входили в склад Волзької Булгарії. Відомі окремі свідчення про міграцію хозарів-юдеїв у країни Центральної Європи, де вони влилися до складу євреїв ашкеназі; інші з народів Хозарії, які прийняли юдаїзм, відомі як гірські євреї або джуури.
Після падіння каганату південно-руські степи потрапили в неподільне панування кочівників. У Поволжі почалося домінування Волзької Булгарії, а на Північному Кавказі — Аланії. Знов під однією владою ці території об'єднала Золота Орда.

## Державний устрій
Першопочатково Хозарія була типовим кочовим ханством. Політичні традиції й титулатуру вона успадкувала від Тюркського каганату.
На чолі держави стояв каган. Формально він володів усією повнотою військової і адміністративної влади, але не мав апарату для нав'язування своїх рішень. Положення каганів залежало, перш за все, від здатності успішно отримувати військову здобич і розподіляти її серед «шляхти». Іншою важливою опорою їхньої влади була сакралізація. Каган був головою «поганського» культу і наділявся в очах підданих надприродними здібностями. Його влада вважалася встановленою Небом. Стати каганом міг тільки член одного правлячого роду, влада в якому передавалася за прийнятою у тюрків сходовою системою від старшого брата до молодшого. Іноді ретроспективно вважають, що хозарами правив тюркський рід Ашина. До середини Х століття каганський рід опинився на межі виродження, і один з його представників, якщо вірити джерелам, торгував на базарі.
Віра в божественну силу правителя приводила до того, що у разі нещастя, що відбувалося з країною, його могли звинуватити в невдачах і змістити. Його життя підлягало строгій регламентації, фактично могло бути перетворене на суцільні заборони. При зведенні на престол кагана душили шовковим шнуром, і він у напівнепритомному стані мав був сам назвати число років свого правління. Після закінчення цього терміну його вбивали. У доюдейський період династія каганів міцно контролювала армію і тому легко уникала сакральних обмежень. Проте після піднесення іншого клану хозар, що сповідав юдаїзм, реальна влада опинилася біля другої особи в державі — бека. На івриті його називали «мелех» — цар, араби передавали його посаду як «халіфа» — буквально «заступник» або «малік» — правитель. Владу всередині нової династії, очевидно під впливом юдаїзму, стали передавати вже строго від батька до сина.

У новій системі за каганом залишилися сакральні функції (формально більш значущі), а всіма земними справами керував бек. При цьому бек надавав кагану ритуальні почесті, що межували з приниженням. Входивши до нього, він ставав на коліна і тримав у руках гілку, що горіла. Каган ізольовано жив у своєму палаці, виїжджаючи зазвичай лише раз на рік на чолі урочистої процесії або у разі лих, що посягають на країну. Як визнають сусідні «поганські» народи, що мали непохитний авторитет у рядових хозар кагани служили важливим стабілізуючим чинником до самого кінця Хозарської держави.

## Хозарські володарі

### Кагани з роду Ашина
- Зібіл (618—630)
- Ябу-каган (618—628)
- Бері-Шад (628—?)
- Ірбіс (650-?)
- Ібузір Главан (690—720)
- Присбіт (730)
- Біхар (732-?)
- Багатур (760-?)
- Захарія (861-?)

### Беки-мелехи з роду Буланідів
- Булан (740—770)
- Обадія (770—785)
- Єзекія (785—810)
- Манасія I (810—820)
- Ханукка (820—830)
- Ісаак (830—840)
- Завулон (840—850)
- Манасія II (850—870)
- Ніссі (870—890)
- Менахем (890—910)
- Беніамін (910—920)
- Аарон (920—940)
- Йосип (940—965)

## Армія
В епоху арабо-хозарських війн основною силою могутності хозар було ополчення. На вимогу хозар залежні народи виставляли військові контингенти. Чисельність війська могла доходити до 100—300 тис. Основу армії складала кіннота. Військова тактика була типовою для кочівників: частина війська ховалася в засідці і вступала в бій у зручний момент. Хозари уміли брати міста, застосовуючи облогові машини. Військо каганату виявилося здібним до протистояння з регулярною арабською армією, під командуванням найкращих полководців Халіфату.
У IX—X ситуація змінилася. Уряд, відмовившись від крупних завойовних походів, став спиратися на чужоетнічні, не зв'язані місцевими родоплемінними інтересами сили. Ядром хозарського війська стала важка кінна гвардія, що складлась з ларисіїв, — мусульманського племені хорезмійського походження, яке поселилося в Ітилі і служило беку на особливих умовах. Гвардія мала власного везира і мало право не воювати з єдиновірцями (більшість супротивників хозар в цей період були поганцями). Воїни отримували платню. Чисельність гвардії досягала за різними даними від 12 до 7 тис. У Саркелі служив гарнізон з 300-т воїнів, яких щороку змінювали.
По суті хозарська армія стала професійною, що дозволило каганату протриматися 150 років у боротьбі з супротивниками, що багато разів перевершували їх за чисельністю. Гвардія була дуже впливовою, але не єдиною військовою силою в країні. У розпорядженні хозарських царів були наймані контингенти слов'ян і русів (що так само стояли в столиці). Власне сили хозарів складалися з вершників, яких знатні вельможі були зобов'язані поставляти згідно зі своїм положенням. Залежні народи (буртаси, болгари) продовжували виставляти ополчення.
Хозари не мали флоту, хоча уміли виготовляти невеликі човни, якими користувалися для сполучення Волгою.
Військові дії вели особисто каган і його найближчі родичі, або полководці з хозарської знаті. Після відчуження каганів функція командування військом перейшла до бека.

## Економіка
У ранній період економіка базувалася на кочовому скотарстві і воєнних грабежах сусідніх країн, пізніше більшою мірою на землеробстві і особливо торгівлі. Стародавнім осілим центром Хозарії був Дагестан, де отримало розвиток виноградництво. У VIII–IX в приморських областях Криму, Тамані, у пониззях Кубані і Дону важливим наслідком панування хозар став процес переходу кочовиків до сільського господарства. На початку X сторіччя Ібн-Фадлан зазначав, що головною їжею хозар була риба та рис, а майже все інше везли з «Руса, Булгара і Куяби».
У загальносвітовому масштабі в 2-й половині VIII — початку IX століття почався підйом міжнародної торгівлі. Через Хозарію проходило декілька міжнародних торгових шляхів. У Східній Європі основною торговою артерією стала Волга, нижня і середня течія якої перебувала під контролем хозар. Волзький шлях йшов від гирла на Дон (через Переволок), далі в землі слов'ян і країни, що примикали до Балтійського моря. Цей шлях відмічений численними скарбами арабських дирхамів. Ключову роль на ньому з певного часу стали грати скандинави. З гирла Волги, де знаходився Ітиль, купці потрапляли в акваторію Каспійського моря і, висаджуючись на його південних берегах, могли переміщатися сушею до Багдаду або до Середньої Азії. Археологічні дослідження виявили існування сухопутних маршрутів: ланцюг караван-сараїв від Хорезму до Нижнього Поволжя. Через портові міста Криму Хозарія брала участь і у причорноморській торгівлі з Візантією.
Хозарія карбувала власну монету, хоча питання про регулярність цього процесу залишається відкритим. На території хозарського Подоння виявлена серія наслідувань арабським дирхемам з написом «земля хозар». Кілька монет належать до 2-ї пол. IX — початку X, решта — до 830-х. До цього ж часу належать п'ять дирхемів, знайдених у селі Спіллінгс на острові Готланд у Швеції, на яких замість напису «Мухаммед — посланець Бога» стоїть «Мойсей — посланець Бога».

## Археологічні дані

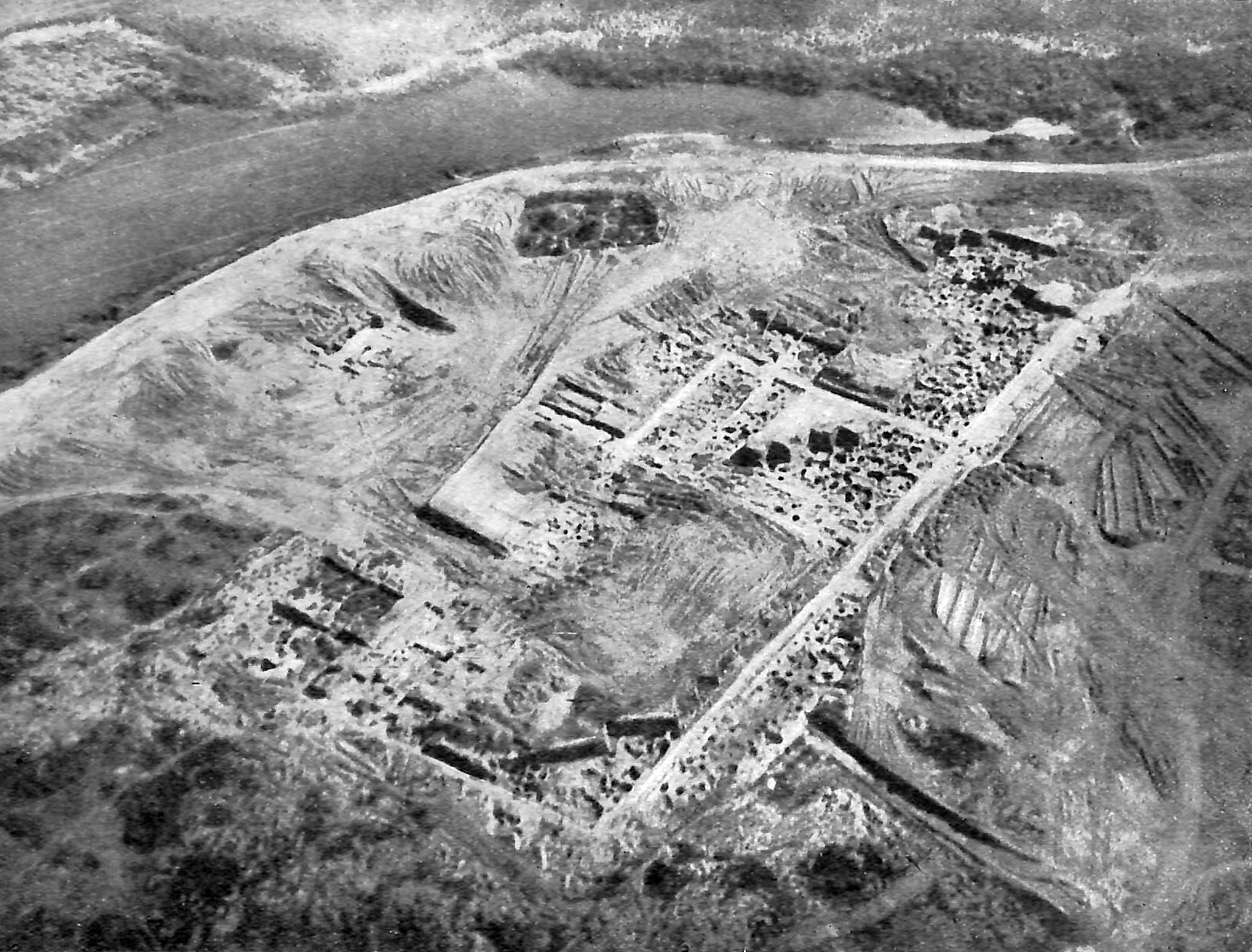
Місце хозарської фортеці Саркел. Розкопки М. І. Артамонова

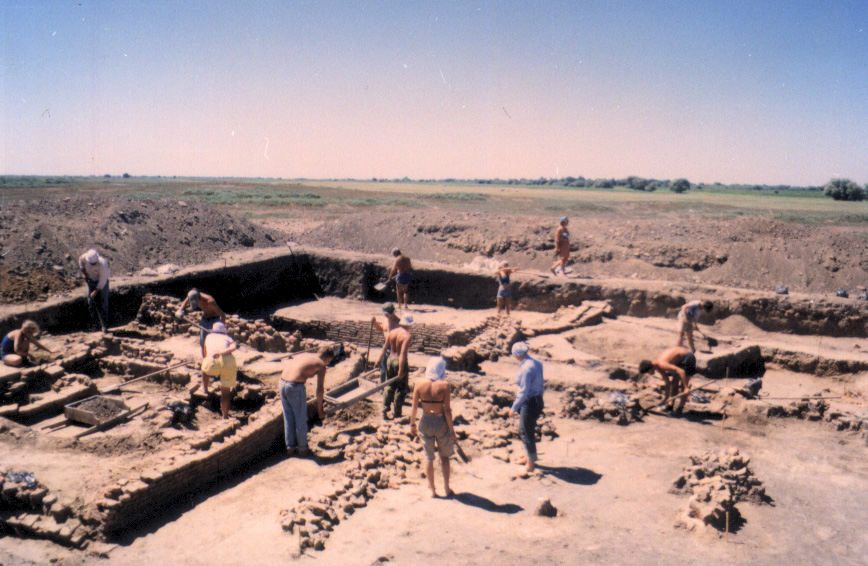
Розкопки кварталу XI—XII ст. Самосдельське городище

До теперішнього часу не існує загальноприйнятих критеріїв для ідентифікації власне хозарського етносу, а територія корінної Хозарії (особливо Нижнє Поволжя) обстежена недостатньо. Пам'ятники на основній території каганату (Подонні, Приазов'ї, в Криму) пов'язуються, за панівною точкою зору, з Салтівською археологічною культурою. Її носіями в лісостеповій зоні було аланське населення, а в степовій тюркське.
Дослідження, що почалися на початку XX століття, були продовжені в радянський та пострадянський час і дозволили виявити велику кількість протоміських центрів та укріплень. З них з містами письмових джерел достовірно ототожнені лише Саркел — Лівобережне Цимлянське городище (затоплено Цимлянським водосховищем) та Таматарха — Таманське городище. Ідентифікація Беленджер та Семендер серед дагестанських городищ носить дискусійний характер. Що стосується столиці Ітиль, то його сліди достовірно не виявлені. Довгий час вважали, що він міг бути затоплений через зміни рівня Каспійського моря, однак до 2008 року у археологів з'явилося обґрунтування версії про знаходження Ітиля на Самосдельському городищі в Астраханській області. Така ідентифікація базується на відкритті городища домонгольських часів, єдиного такого роду в дельті Волги. Нижні шари пам'ятки датують VIII—IX ст. Планіграфія городища збігається з тим, що відомо про Ітиль з письмових джерел.
До числа проблем хозарської археології відносять більш тісну інтеграцію польових даних з письмовою історією.